# Chromosphaera perkinsii
A Chromosphaera perkinsii az Ichthyosporea Dermocystida kládjának faja. Névadója Frank Perkins, felfedezői Stuart Donachie  et al., akik sekély tengeri üledékben mutatták ki. A szabadon élő Ichthyosporea-fajok kevés ismert képviselőjének egyike, és az egyetlen ismert szabadon élő Dermocystida-faj. 2024-ben a Genfi Egyetem egy kutatócsapata kimutatta, hogy az állati embriókhoz hasonló többsejtű szerkezeteket, kolóniákat képes létrehozni.

## Történet
A fajt 2017-ben írták le teljes genomja szekvenálásával Xavier Grau-Bové  et al. 2024-ben Olivetta  et al. írták le teljes életciklusát, igazolva, hogy ennek során az állati embriókhoz hasonló sejtcsoportokat hoz létre, ezért az állatok evolúciójának megértésében fontos faj.
Már 2018-ban ismertek voltak – akkor gyakran gyengének tartott – bizonyítékok arra, hogy a Chromosphaera perkinsii rendelkezik korábban állatspecifikusnak tartott géncsaládokkal.
Korábban az Ichthyophonida és a Dermocystida közti megkülönböztető jegyként tekintettek az Ichthyophonida életciklusában jelenlévő amőbaállapotra: például a Creolimax fragrantissima, Amoebidium és Paramoebidium számos amőbát bocsát ki érett sejttársulásaiból. Azonban Olivetta  et al. 2024-ben ostoros amőboid sejteket mutattak ki a C. perkinsii életciklusában, noha az a Dermocystida tagja.

## Genetika
Rendelkezik T3 domént kódoló Tudor génnel, mely egy medveállatkák szekvenciáival rokon kis ortocsoport tagja. Feltehetően horizontális géntranszferrel kerülhetett a fajba. Ezenkívül a Piwi homológiacsoportjába tartozó szekvenciái is vannak, melyek felépítése megegyezik az állati Piwi-fehérjékével (Piwi + PAZ domén), melyhez hasonló megtalálható az Argonaute család tagjaiban, amely azonban nem érintett a piRNS-útban. A C. perkinsii – és az Ichthyophonus hoferi – doménszekvenciái azonban a Piwi-ortocsoport tagjainak közelebbi rokonai, így lehetséges homológjai lehetnek. Ez alapján a Holozoa közös őse legalább részben rendelkezhetett működő piRNS-úttal, melyet azonban a legtöbb egysejtű klád elvesztett, míg az állatokban jelentősen bővült, ahol a többsejtűséghez és a csíravonal-létrehozáshoz közvetlenül kapcsolódó funkciók egyaránt megjelentek.
Egyes, korábban állatspecifikusnak tartott transzkripciós faktorok megtalálhatók benne, és nagyobb mértékben expresszálódnak például a sejttársulás érésekor – ilyenek például a T-box transzkripciós faktor T, a RunX és a MYC. Nitrát-reduktázt kódoló génje ismert.
Mikrotubulus-szervező központjában 7 centriólum-, 9 megosztott fehérje van, SPB-fehérjéje nincs. Magmembránján 21 fehérje van, mitózisorsóján 5 tubulin, 6 augmin, 1 kinezin, 1 dinein található, valamint rendelkezik PRC1 és NEDD1 fehérjékkel is. A kinetochor legtöbb fehérjéjének megtalálhatók részei, csak a SKA fehérjének nincsenek benne részei az Ichthyosporea többi kládjához hasonlóan.
Állati és gomba-PRC1-gyel és N-terminális, a Schizosaccharomyces pombe és Sphaeroforma arctica fajokban hiányzó β-propeller-domént tartalmazó teljes hosszúságú ELYS-ortológgal egyaránt rendelkezik.
A DAM komplex egy részének ortológjai megtalálhatók benne. Az állatok nem rendelkeznek ilyen alegységekkel, de a C. perkinsii például rendelkezik Ask1, Dad2, Duo1, Dam1 és Spc34 génekkel. Rendelkezik ezenkívül NDC80 génnel is, mely se a DAM, se a SKA komplexnek nem része. a SKA komplex, melynek a DAM-mal ellentétben minden része megtalálható állatokban, nincs jelen a C. perkinsiiben.
ε-Tubulinnal rendelkezik, de δ-tubulin nem ismert benne. Az axonémadineinek és az ostortranszportrendszer fehérjéinek A és B komplexe és az MKS komplex teljesek benne, a BBszómakomplexből 3, a CatSperből 1 fehérje nincs benne jelen. Az Arp2/3 komplex minden tagját tartalmazza, ezenkívül van WASP-, α-aktinin- és fimbrinkódoló génje is. Nem ismert SCAR-, VASP-, villin-, faszcin- vagy eszpinkódoló génje, sem a merlin-ERM fehérjecsaládba tartozó fehérjét kódoló génje. Talint, vinkulint, G-laminint és III-as típusú fibronektint kódoló génje is ismert.:3–4. ábra
Rendelkezik kalmodulinkötő doménnel rendelkező fehérjékkel, de nem ismertek benne a TM3 közelében lévő körben foszfolipid-aktiváló kötőhellyel.
Ismert intronjai rövidebbek, mint például a Filasterea kládéi.

## Morfológia
Mikrotubulus-szervező központja az állatokéhoz hasonlóan centrioláris. Mitózisorsója a Sphaeroforma arcticáétól morfológiailag és összetételben egyaránt eltér: például a S. arctica feltehetően nem rendelkezik augminkomplexszel, míg a C. perkinsii igen.
Mitokondriális cristái laposak, zoospórái hátulsó ostorral rendelkeznek.

## Életciklus
Az állatoktól mintegy 1 milliárd évvel ezelőtt elkülönült Ichthyosporea kládba tartozik, de hozzájuk hasonlóan képes szimmetriatörésre és barázdálódásra, mely lehetővé teszi hosszú életű, különböző sejttípusokból álló többsejtű kolóniák létrehozását. Ez alapján vagy régebbi a többsejtű fejlődésre való képesség, vagy konvergens evolúcióval alakult ki e kládban. Ez alapján palintómia útján szaporodik, ami bizonyítékot jelent az Ichthyosporea jelentős sejt- és fejlődési diverzitására. Legalább 2 sejttípusba differenciálódhat: ostoros sejtjei ostoros és ostoros amőba állapotok közt váltakozhatnak. Mitózisa az állatokéhoz hasonlóan nyílt, centriólumok mediálják, és a barázdálódással együtt történik. Az aszimmetrikus osztódás után a kétsejtes állapot orsói az állati sejtdifferenciálódás orsófordulási mechanizmusaihoz hasonlóan egymásra merőleges orsók jelennek meg.
A C. perkinsii többsejtű állapota kialakulásakor egy anyasejt ostoros zoospórává és mozgásképtelen gömbsejtté osztódik. A két sejttípus térbeli csoportok szerint rendeződik. Mindezekért az Ichthyosporea különleges helyzetű az embrionális fejlődés és a térbeli sejtdifferenciálódás eredetének vizsgálatában. Az első sejtosztódás aszimmetrikus: a két első sejt térfogataránya 1,05–2,6 között változik.
Többsejtű állapota az életciklus mintegy 33%-át teszi ki, szemben például a Sphaeroforma arctica epitéliumszerű többsejtű állapotával, mely életciklusa 2%-át adja. Ezenkívül egysejtű állapotai közt megkülönböztethetők egy- és többmagvú állapotok is.
Ostoros állapota ritkán látható, ostorszerkezete ennek megfelelően redukálódott, de nem szűnt meg.

## Fordítás
- Ez a szócikk részben vagy egészben  a   Chromosphaera perkinsii című angol Wikipédia-szócikk ezen változatának fordításán alapul.  Az eredeti cikk szerkesztőit annak laptörténete sorolja fel. Ez a jelzés csupán a megfogalmazás eredetét és a szerzői jogokat jelzi, nem szolgál a cikkben szereplő információk forrásmegjelöléseként.
- Ez a szócikk részben vagy egészben  a   Chromosphaera perkinsii című német Wikipédia-szócikk ezen változatának fordításán alapul.  Az eredeti cikk szerkesztőit annak laptörténete sorolja fel. Ez a jelzés csupán a megfogalmazás eredetét és a szerzői jogokat jelzi, nem szolgál a cikkben szereplő információk forrásmegjelöléseként.